# Groupe de Lyons
En mathématiques, le groupe de Lyons ou de Lyons-Sims, noté Ly ou LyS, est le groupe sporadique d'ordre 28 · 37 · 56 · 7 · 11 · 31 · 37 · 67 = 51 765 179 004 000 000. Il peut aussi être caractérisé comme le seul groupe simple où le centralisateur d'une involution (et par conséquent de toutes les involutions) est isomorphe à l'extension centrale non triviale du groupe alterné A11 par le groupe cyclique C2.
Il peut être caractérisé plus concrètement en termes d'une représentation modulaire (en) à 111 dimensions sur le corps à cinq éléments, ou en termes de générateurs et de relations, par exemple celle donnée par Gebhardt.
Il a été nommé ainsi en l'honneur du mathématicien Richard Lyons.